# ぼてじゃこ物語
『ぼてじゃこ物語』（ぼてじゃこものがたり）は1971年4月8日から12月30日まで放送された日本テレビ系（よみうりテレビ制作）で放送されたテレビドラマ。

## 解説
『細うで繁盛記（第1部）』の後番組。
オープニングで「女とは哀しい魚。愛という餌を求めて、ひたすらに清い流れをさかのぼる。針の痛さも知らないで」という主人公・雪子役の三田佳子のナレーションが入った。
後番組は『細うで繁盛記（第2部）』。

継母に騙されて素封家の子持ち男と結婚させられそうになった雪子（三田佳子）が、披露宴の席を逃げ出し、国鉄（当時）草津駅で列車を待っている場面から始まる。
あてもなく大阪行きの最終列車に乗った雪子は、千代（ミヤコ蝶々）という老女と出会い、彼女から商売を叩き込まれ、琵琶湖に棲むタナゴに似た、米粒でも釣れる貪欲な魚"ぼてじゃこ"に例えて「ぼてじゃこになったら、あかんえ」という亡き母の言葉を胸にひとり立ちしていく。
花登筺が得意とした“根性もの”の作品の一つ。

## あらすじ
琵琶湖畔の貧しい家に生まれ、早く母を失った雪子（三田佳子）は、その母が遺した「ぼてじゃこになったらあかん」という人生訓を胸に成長。継母・けい（原知佐子）の画策で、旧家の総領息子・牧田輝男（船戸順）との縁談を強引に進められるが、挙式当日、牧田には愛人も子どももいることを知って式場から逃げ出す。
大阪に向かう汽車の中で、不思議な老婆・千代（ミヤコ蝶々）と知り合った雪子は、千代に気に入られ、同居しながら千代流の一風変わった商売の極意を教えられる。
堂島のオフィス街で勤め人を相手に菊石を売り、早朝の道頓堀で紙屑を拾って僅かなお金に換え、倹約と工夫で無駄を省いた質素な暮らしを実践する一方、他人の土地の間に所有する僅か二坪半の土地を、駆け引きの末に五百万円で売却し――と、まずはお金の稼ぎ方を雪子に見せた千代は、次に、この五百万円を使って、芦屋で一家心中の曰くが付く廃屋を買い、応接間だけの家を建てた上で、知己の落語家（フランキー堺）の高座のネタにさせて「縁起なおし」も果たし、これを売って更に大金を手にする。
千代は、亡夫と起こした建設会社・堤組――今は堤建設の社長である長男・宗之助（高田次郎）や、その嫁・敬子（扇千景）とは折り合い悪く、末子・宗六（本郷功次郎）に、会社の行末も含めた期待を掛けていた。飯場の人々も皆、千代や宗六の味方であった。
次に千代は、雪子に大金を預け、それを使って増やすように言う。雪子は、土地を買って家を建てて売ることを思いつき、宗六の協力を得て地主を訪ね、和風建築を立てる条件で良い土地を安く手に入れることに成功するが、千代から、和風建築は売れない、何故、洋風建築にしなかったのかと叱られる。しかし、千代はその家を買い取り、雪子と宗六に住むように――雪子を宗六の嫁に迎えたいと――言う。宗六からも求婚された雪子は悩み、牧田との過去を千代に告白するが、過去のことは忘れようと言う千代の言葉に、宗六の求婚を受け入れる決心をする。
雪子と宗六の結婚に反対する宗之助は、雪子の素性を調べ始めるが、折から、堤建設の株の大半が妻・敬子の一族に握られていることを知る。宗之助は逆上の余り大怪我を負って命を落とし、結局、堤建設は敬子の一族に乗っ取られる。
一方、思わぬ妊娠に気づいた雪子は、宗六との結婚を諦め、故郷の知己である錦織（大村崑）を頼って上京する。しかし、錦織の製菓会社は既に倒産しており、途方に暮れた雪子は、疲労で倒れて菓子問屋・三松堂の修（竜雷太）に助けられる。そこで錦織と再会出来たものの、修の妻・敏恵（亀井光代）と、その母とく（沢村貞子）は、婿養子の修と雪子の仲を疑う。錦織は、娘のしげ子（有岡やよい）や後妻のみよ（天地総子）と共に食堂の二階に間借りし、かつて「花錦菓子工業」を共同経営していた煎餅屋の花岡（加東大介）の仕事を細々と手伝う身の上になっていた。
錦織を手伝って問屋街を回るうち、食事をとる暇もない店員たちの姿を見て、雪子はおにぎりの行商を思いつく。やがて、かやくごはんのおにぎりを考案して売り出した雪子は、下町と山の手の好みの違い、関西と関東の味覚の違い、衛生面の問題、商売仇の出現など、次々と直面する失敗や不安材料にもめげず、懸命に試行錯誤を重ね努力を続けた末に、見事な成功を納める。その成功を常に支えたのは、実母の「ぼてじゃこになったらあかん」という遺訓であり、千代から教わった商売の知恵であった。
節約や工夫を巡る雪子の話などから、旧知の千代が雪子の恩人であることを悟った花岡は、千代に手紙を書く。上京した千代は、雪子を秘かに見守る一方、三松堂母娘の雪子に対する誤解を解くなど、雪子の為に蔭で巧みな活躍を見せる。
次々と商才を発揮して行く雪子の姿は、周囲の人々にも大きな影響を与え始める。大手製菓会社との契約を切られ、倒産の危機に陥っていた三松堂でも、修夫婦が雪子に触発されて始めたサンドイッチ販売が成功。みよはおにぎりの販売で自立の自信をつけ、税務署員・平沼（久保明）に仄かな思いを感じて錦織との離婚を考えるが、花岡に諫められる。
やがて、お腹の子の産み月が迫った頃、雪子はおにぎり販売の商売を会社組織化する「花錦弁当株式会社」の構想を皆に話す。
月満ちて、故郷の病院で無事に男の子を出産し「宗夫」と名付ける雪子。その産褥に、大阪から宗六と千代が駆けつける……。

（「ぼてじゃこ」は、琵琶湖に棲息する腹の膨れた雑魚の一種で、鉤を下ろすとすぐに喰いつくほど貪欲な魚だが、食べることも出来ないので、釣り上げられてもすぐに捨てられる――雪子の亡き母の言葉「ぼてじゃこになったらあかん」は、「目の前に餌があれば見境いなく喰いつき、釣り上げられると捨てられるだけの、ぼてじゃこのようにガツガツした人間になってはいけない。何事も、常に、その餌に鉤が付いていないかを確かめるだけのゆとりを持って生きなさい」という教えである）

## スタッフ
- 脚本：花登筺

## キャスト
- 雪子：三田佳子
- 堤川千代：ミヤコ蝶々
- 堤川宗六：本郷功次郎
- 堤川宗之助：髙田次郎
- 堤川敬子（宗之助の妻）：扇千景
- けい（雪子の継母）：原知佐子
- 牧田輝男：船戸順
- 般若猫：谷幹一
- 豆田：左とん平
- 椎茸：芦屋小雁
- 田崎潤
- 雪子の父：田中春男
- 山田桂子
- 衣子：村松英子
- 花子：小林亜紀子
- （落語家）：フランキー堺
- 甚作（地主）吉田義夫
- 錦織：大村崑
- 錦織しげ子：有岡やよい
- 錦織みよ：天地総子
- 花岡（花岡堂の主人）：加東大介
- 修（土産物屋）：竜雷太
- 敏恵（修の妻）：亀井光代
- とく：沢村貞子
- 平沼（税務署員）：久保明
- 主人：西山嘉孝
- 女将：荒木雅子
- マスター：近藤宏
- バーテン：山本浩司
- 老人（先生）：石山健二郎
- 菅井きん
- 柳谷寛
- 宝生あやこ
- 市村俊幸
- 清水元
- 富田次郎
- 二重坊主：潮万太郎
- 中真千子
- 有島一郎

ほか
（注：フランキー堺演ずる落語家は、放映日の新聞記事（朝日新聞 1971.6.10.）では「幸福亭円満」、小説版では「桂春丸」とされている）

## サブタイトル
1. 1971年4月8日 「雪子という女」
2. 1971年4月15日 「商売とは」
3. 1971年4月22日 「はだかの教え」
4. 1971年4月29日 「先の先まで」
5. 1971年5月6日 「人に勝つには」- ゲスト：田崎潤
6. 1971年5月13日 「アッと言う間の五百万円」
7. 1971年5月20日 「釣られた女」
8. 1971年5月27日 「見えぬ針」- ゲスト：近藤宏、山本浩司、石山健二郎
9. 1971年6月3日 「うまい金の使い方」
10. 1971年6月10日 「縁起なおし」- ゲスト：フランキー堺、市村俊幸
11. 1971年6月17日 「雪子と大根」
12. 1971年6月24日 「ほどこしを受けるな」
13. 1971年7月1日 「嫁の資格」- ゲスト：清水元
14. 1971年7月8日 「ジャコとヒガイ」
15. 1971年7月15日 「嫁ふたり」
16. 1971年7月22日 「涙」
17. 1971年7月29日 「対決」
18. 1971年8月5日 「衝撃」- ゲスト：中真千子（鮎子）
19. 1971年8月12日 「別離」
20. 1971年8月19日 「父と子の詩」- ゲスト：田中春男（良造）、原知佐子（けい）
21. 1971年8月26日 「下町の顔」
22. 1971年9月2日 「異常な正常」
23. 1971年9月9日 「おにぎり」
24. 1971年9月16日 「観光せんべい」
25. 1971年9月23日 「売れた!」
26. 1971年9月30日 「衛生おむすび」
27. 1971年10月7日 「男ごころ」
28. 1971年10月14日 「ダボハゼ女」
29. 1971年10月21日 「柳の上に…」
30. 1971年10月28日 「わたしは祖母」
31. 1971年11月4日 「江戸っ子・上方っ子」
32. 1971年11月11日 「取り返せ!」
33. 1971年11月18日 「レッテルとのれん」
34. 1971年11月25日 「商いと税金」- ゲスト：久保明
35. 1971年12月2日 「笹のおにぎり」
36. 1971年12月9日 「自然な心」
37. 1971年12月16日 「別れる日」
38. 1971年12月23日 「結びあう喜び」
39. 1971年12月30日 「ぼてじゃこの子」

## 主題歌
「琵琶湖慕情」（東宝レコード／AS-1114／Ａ面：「琵琶湖慕情」, Ｂ面：「湖の女（ひと）」）
- 歌：三田佳子
- 作詞：花登筐
- 作・編曲：小川寛興
- 演奏：アンサンブル・ブーケ

## 関連書籍
- 『ぼてじゃこ物語 第１巻～第３巻』花登筺／著（講談社 1971）
- 『ぼてじゃこ物語（花登筺長編選集 第７巻）』花登筺／著（講談社 1973.3）
- 『ぼてじゃこ物語 上（花登筺コレクション・２）』花登筺／著（北溟社 2001.12）ISBN 9784894483330（4894483335）
- 『ぼてじゃこ物語 下（花登筺コレクション・２）』花登筺／著（北溟社 2001.12）ISBN 9784894483347（4894483343）

| 日本テレビ系 木曜21:30 - 22:30枠（よみうりテレビの制作枠） | 日本テレビ系 木曜21:30 - 22:30枠（よみうりテレビの制作枠） | 日本テレビ系 木曜21:30 - 22:30枠（よみうりテレビの制作枠） |
| 前番組                                                     | 番組名                                                     | 次番組                                                     |
| ---------------------------------------------------------- | ---------------------------------------------------------- | ---------------------------------------------------------- |
| 細うで繁盛記（第1部）                                      | ぼてじゃこ物語                                             | 細うで繁盛記（第2部）                                      |